# 愛について語るときに我々の語ること
『愛について語るときに我々の語ること』（あいについてかたるときにわれわれのかたること、原題：What We Talk About When We Talk About Love）は、アメリカの小説家レイモンド・カーヴァーの短編小説、およびそれを収録した短編小説集である。1981年4月20日、クノップフ社から刊行された。本項目ではこの短編小説と短編小説集両方について記述する。

## 表題作「愛について語るときに我々の語ること」

### 概要
表題作である短編「愛について語るときに我々の語ること」は、同名の短編集に収録されるのと同じ時期に、文芸誌『アンタイオス（Antaeus）』1981年冬春号に掲載された。
元のタイトルである「ビギナーズ」は次の一節から取られた。
そしてリッシュは、メル・マギニスが別の箇所で述べた次の言葉を取って本作品と短編集の両方のタイトルとした。
オリジナル原稿は『ザ・ニューヨーカー』2007年12月24日-31日号に元のタイトルどおりで掲載され、その2年後、2009年刊行の短編集『ビギナーズ』（ジョナサン・ケープ）に収録された。
日本語版は『ミステリ・マガジン』1988年11月号が初出。翻訳は村上春樹。村上が独自に編纂した単行本『ささやかだけれど、役にたつこと』（中央公論社、1989年4月20日）に収録され、のちに『THE COMPLETE WORKS OF RAYMOND CARVER 2　愛について語るときに我々の語ること』（同社、1990年8月10日）に収録された。　

### オリジナル原稿「ビギナーズ」との主な異同
- 友人のメル・マギニスはオリジナル原稿では「ハーブ・マクギニス」となっている。

- 冒頭で「メル・マギニスは心臓の専門医なのだが、そのせいで往々にして彼が話し手の役をつとめることになった」という説明が入るが、オリジナル原稿にはこの部分がない。

- メルが言い間違えた「入れ物」（Vessels）という言葉を「家来」（Vassals）と訂正するのは妻のテリだが、オリジナル原稿では語り手のニックである。

- 交通事故に遭う老夫婦の名前はないが、オリジナル原稿ではそれぞれ「ヘンリー・ゲイツ」「アンナ・ゲイツ」という名前が与えられている。

- 老夫婦のエピソードの大部分をリッシュはオリジナル原稿から削除している。

- オリジナル原稿では、ハーブ（メル）が精神的に不安定な人間であることがテリの口から伝えられるが、リッシュはその部分を削除した。

### エピソード
- 2012年のアメリカ映画『ハッピーエンドが書けるまで』の中で小説の一節が引用される[2]。

- 2014年のアメリカ映画『バードマン あるいは（無知がもたらす予期せぬ奇跡）』の重要なモチーフとして登場する。

- 村上春樹のエッセイ集『走ることについて語るときに僕の語ること』（文藝春秋、2007年10月）のタイトルは本作品に由来する。

## 短編集

### 概要
本短編集によりカーヴァーは商業的な成功を収めた。発売から間もない5月上旬には15,000部の売り上げを記録。ヴィンテージ・ブックスはペーパーバック版の権利を2万ドルで獲得したという。
担当編集者のゴードン・リッシュは本書の出版に際してオリジナル原稿を大幅に削除した。オリジナル原稿はのちになってすべて『Beginners』（ジョナサン・ケープ、2009年）に収録された。『Beginners』はその翌年2010年3月、『ビギナーズ』というタイトルで日本でも出版された。

### 内容
|    | タイトル                                                                      | 初出（本国）                                  | 初出（翻訳）                                                     |
| -- | ----------------------------------------------------------------------------- | --------------------------------------------- | ---------------------------------------------------------------- |
| 1  | ダンスしないか? Why Don't You Dance?                                          | Quarterly West, No.7 (Autumn 1978)            | 『海』1983年5月号                                                |
| 2  | ファインダー Viewfinder                                                       | The Iowa Review, 9, No.1 (Winter 1978)        | 『波の絵、波の話』 （文藝春秋、1984年3月25日）                   |
| 3  | ミスター・コーヒーとミスター修理屋 Mr. Coffee and Mr. Fixit                   | TriQuarterly, No.48 (Spring 1980)             |                                                                  |
| 4  | ガゼボ Gazebo                                                                 | The Missouri Review, 4, No.1 (Fall 1980)      |                                                                  |
| 5  | 私にはどんな小さなものも見えた I Could See the Smallest Things                | The Missouri Review, 4, No.1 (Fall 1980)      | 『ささやかだけれど、役にたつこと』 （中央公論社、1989年4月20日） |
| 6  | 菓子袋 Sacks                                                                  | Perspective, 17, No.3 (Winter 1974)           | 『海』1983年5月号                                                |
| 7  | 風呂 The Bath                                                                 | Columbia, No.6 (Spring/Summer 1981)           |                                                                  |
| 8  | 出かけるって女たちに言ってくるよ Tell the Women We're Going                   | Sou'wester Literary Quarterly, Summer 1971    | 『海』1983年5月号                                                |
| 9  | デニムのあとで After the Denim                                                | New England Review, 3, No.3 (Spring 1981)     |                                                                  |
| 10 | 足もとに流れる深い川 So Much Water So Close to Home                           | Spectrum, 17, No.1 (Fall 1975)                |                                                                  |
| 11 | 私の父が死んだ三番めの原因 The Third Thing That Killed My Father Off          | Discourse, 10, No.3 (Summer 1967)             |                                                                  |
| 12 | 深刻な話 A Serious Talk                                                       | The Missouri Review, 4, No.1 (Fall 1980)      |                                                                  |
| 13 | 静けさ The Calm                                                               | The Iowa Review, 10, No.3 (Summer 1979)       |                                                                  |
| 14 | ある日常的力学 Popular Mechanics                                              | Furious Seasons (1977)                        | 『小説新潮』1989年3月臨時増刊 「アメリカ青春小説特集」           |
| 15 | 何もかもが彼にくっついていた Everything Stuck to Him                          | Chariton Review, 1, No.2 (Fall 1975)          | 『ぼくが電話をかけている場所』 （中央公論社、1983年7月25日）     |
| 16 | 愛について語るときに我々の語ること What We Talk About When We Talk About Love | Antaeus, No.40-44 (Winter-Spring 1981)        | 『ミステリ・マガジン』1988年11月号                               |
| 17 | もうひとつだけ One More Thing                                                 | North American Review, 266, No.1 (March 1981) |                                                                  |

### 日本語版
『THE COMPLETE WORKS OF RAYMOND CARVER 2　愛について語るときに我々の語ること』
中央公論社 / 1990年8月20日 / ISBN 978-4-12-402932-1
翻訳は村上春樹。トバイアス・ウルフの「レイモンド・カーヴァーのこと――彼はケーキを手にして、それを食べた」が収録されているほか、付録には池澤夏樹と稲越功一がエッセイを寄せている。
『村上春樹翻訳ライブラリー　愛について語るときに我々の語ること』
中央公論新社 / 2006年7月10日 / ISBN 978-4-12-403499-8
この翻訳ライブラリー版で村上は訳文を改めている。